# Serafin Morazzone
Serafin Morazzone (ur. 1 lutego 1747 w Mediolanie, zm. 13 kwietnia 1822 w Lecco) – włoski duchowny katolicki, błogosławiony Kościoła katolickiego.

## Życiorys
Serafin urodził się 1 lutego 1747 w ubogiej, wielodzietnej rodzinie mediolańskiej. 

Został wyświęcony na kapłana i był proboszczem w miejscowości Chiuso koło Lecco u podnóża Alp przez 49 lat, aż do śmierci w 1822.
Napisał panegiryk w Fermo e Lucia. Był spowiednikiem Alessandra Manzoni.
Zmarł 13 kwietnia 1822 roku w opinii świętości w Lecco. Został ogłoszony czcigodnym w dniu 17 grudnia 2007 roku.
Beatyfikował go papież Benedykt XVI 26 czerwca 2011 w Mediolanie.
Jego wspomnienie liturgiczne w Kościele katolickim obchodzone jest w dies natalis (13 kwietnia).